# Louros (Fluss)
Der Louros (griechisch Λούρος (m. sg.)) ist ein Fluss in der griechischen Region Epirus mit einer Länge von etwa 80 Kilometern. Er ist der größte Fluss des Regionalbezirks Preveza. 
Er leiht seinen Namen auch der Gemeinde Louros und ist der Namensgeber des Louros Valles, einem ehemaligen Abflusskanal auf dem Mars.

## Verlauf
Er entspringt im Regionalbezirk Ioannina an der Ostflanke des Berges Tomaros, durchzieht in südlicher Richtung eine Schlucht und tritt über auf das Gebiet der Regionalbezirke Preveza und Arta, deren Grenze seinem Verlauf in etwa folgt.
In seinem Verlauf durchfließt der Louros Gemeindegebiete von Ziros, Arta und Preveza. Bei der Ortschaft Agios Georgios wird sein Wasser zum Louros-See (39° 15′ 42″ N, 20° 50′ 58″ O) aufgestaut, einem relativ kleinen Stausee mit 0,15 km². Das Wasser wird durch einen Tunnel mit 1433 m Länge in ein Wasserkraftwerk mit 10,3 MW Leistung abgeleitet. Das Kraftwerk befindet sich beim Ort Anogiata (gr. Ανωγειατά) in der Gemeinde Arta.
Der Louros mündet nordöstlich der Stadt Preveza in den Ambrakischen Golf. Östlich der Louros-Mündung erstrecken sich unmittelbar nördlich der Küste des Ambrakischen Golfes ausgedehnte Lagunen (Limnothalasses), die in Summe ein bedeutendes Feuchtbiotop darstellen. Das Gros dieser Lagunen befindet sich auf dem Gebiet der Präfektur Arta. 2008 wurde der Nationalpark National Park Amvrakikos-Feuchtgebiete (Εθνικού Πάρκου Υγροτόπων Αμβρακικού) eingerichtet.

## Geschichte
In der Antike war der Fluss bekannt als Aphas (altgriechisch Ἄφας). Einige Autoren haben auch im Namen Charadros (altgriechisch Χάραδρος, lateinisch Charadrus) den Louros erkennen wollen.
Bei Agios Georgios führen große Brücken über den Fluss – Teil des römischen Aquädukts von Nikopolis, der das  Wasser der „Quelle des Louros“ über 50 Kilometer nach Nikopolis führte.
1897 fanden am Fluss Gefechte zwischen der griechischen und der osmanischen Armee statt, in denen sich die osmanischen Truppen behaupten konnten. Kostandinos Trikoupis gehörte auf griechischer Seite zu den Heerführern.

## Fauna
Es gibt eine endemische Lachsart, die möglicherweise vom Aussterben bedroht ist: Salmo lourosensis.